# 142
| 142                |
| ------------------ |
| Dødsfald - Fødsler |
|                    |

| Gregoriansk kalender | 142 CXLII               |
| Ab urbe condita      | 895                     |
| Armensk kalender     | I/T                     |
| Kinesiske kalender   | 2838 – 2839 辛巳 – 壬午 |
| Etiopisk kalender    | 134 – 135               |
| Jødisk kalender      | 3902 – 3903             |
| Hindukalendere       |                         |
| - Vikram Samvat      | 197 – 198               |
| - Shaka Samvat       | 64 – 65                 |
| - Kali Yuga          | 3243 – 3244             |
| Iransk kalender      | 480 BP – 479 BP         |
| Islamisk kalender    | 495 BH – 494 BH         |

Se også 142 (tal)